# 문학산성
문학산성(文鶴山城)은 인천광역시 미추홀구 문학동, 학익동 및 연수구 연수동에 있는 백제 시대의 성곽이다. 1986년 12월 18일 인천광역시의 기념물 제1호로 지정되었다.

## 개요
인천광역시 남구 문학산 정상부분에 있는 돌로 만든 산성으로, ‘미추홀 고성’, ‘남산성’이란 이름으로 불리고 있다. 『동사강목』과『여지도서』에 의하면 문학산은 백제 미추왕의 도읍지로 돌로 만든 산성의 터가 있고, 성안에 비류정이라는 우물이 있다고 기록되어 있다.
산악의 정상의 봉우리를 돌로 둘러싸며 성벽을 두른 산성으로, 내성과 외성으로 구성되어 있다. 성의 둘레는 내성이 100m, 외성이 200m로, 성 안에는 봉수대가 있었다. 현재 대부분의 성벽이 붕괴되어 그 모습을 모두 볼 수는 없다.

## 같이 보기
- 문화유산
- 산성